# Avery Brooks
Avery Franklin Brooks (nascut el 2 d'octubre de 1948) és un actor, director, cantant, narrador i educador estatunidenc retirat. És conegut sobretot pels seus papers televisius com el capità Benjamin Sisko a Star Trek: Deep Space Nine, com a Hawk a Spenser: For Hire i la seva sèrie derivada A Man Called Hawk, i com a Dr. Bob Sweeney a la pel·lícula nominada a l'Oscar American History X. Brooks ha realitzat diverses altres actuacions amb molt d'èxit. Ha estat nominat a un Premi Saturn i a tres Premis NAACP Image. Brooks també ha estat inclòs al College of Fellows of the American Theatre i ha estat guardonat amb el Premi William Shakespeare de Teatre Clàssic per la Shakespeare Theatre Company.

## Primers anys
Avery Brooks va néixer a Evansville (Indiana), fill d'Eva Lydia (née Crawford), directora de cor i instructora de música, i Samuel Brooks, sindicalosta i treballador manufacturer. El seu avi matern, Samuel Travis Crawford, també era cantant i es va graduar al Tougaloo College el 1901. Quan Avery tenia vuit anys, la seva família es va traslladar a Gary (Indiana), després que el seu pare hagués estat acomiadat de International Harvester. Brooks ha dit: "Vaig néixer a Evansville... però va ser Gary, Indiana, qui em va fer créixer."
La casa Brooks estava plena de música. La seva mare, que va ser una de les primeres dones afroamericanes a obtenir un màster en música a la Universitat Northwestern, ensenyava música allà on vivia la família. El seu pare era membre del Wings Over Jordan Choir, un cor espiritual a cappella conegut per actuar a la ràdio CBS de 1937 a 1947. El seu oncle matern, Samuel Travis Crawford, era membre dels Delta Rhythm Boys. "La música m'envolta i és dins meu, tal com jo hi sóc", ha dit Brooks.
Brooks va estudiar a la Universitat d'Indiana i a l'Oberlin College. Més tard va completar la seva llicenciatura en arts i un màster en belles arts a la Universitat Rutgers el 1976, convertint-se en el primer afroamericà a rebre un màster en belles arts en interpretació i direcció a Rutgers.

## Carrera

### Carrera televisiva

#### Spenser: For Hire: Hawk
El 1985, Brooks va ser escollit per al paper de Hawk a la sèrie de detectius de televisió de l'ABC Spenser: For Hire, basada en la sèrie de misteri publicada per Robert Parker. Hawk es va convertir en un personatge popular, i després de tres temporades, Brooks va rebre la seva pròpia sèrie derivada de curta durada, A Man Called Hawk.
Brooks va dir sobre el seu paper com a Hawk: "Mai vaig pensar en mi mateix com el company... Mai he estat al costat de res. Simplement vaig assumir que era un igual".
Brooks va tornar per interpretar Hawk en quatre telefilms de: Spenser: Ceremony, Spenser: Pale Kings and Princes, Spenser: The Judas Goat i Spenser: A Savage Place.

#### Star Trek: Benjamin Sisko
Brooks és conegut sobretot pel seu paper de Benjamin Sisko a la sèrie de televisió de ciència-ficció  Star Trek: Deep Space Nine, que es va emetre durant set temporades, del 1993 al 1999.
Brooks va guanyar el paper del comandant Benjamin Sisko superant 100 altres actors de tots els orígens racials per convertir-se en el primer capità negroamericà a liderar una sèrie de Star Trek. Brooks també va dirigir nou episodis de la sèrie, inclòs "Far Beyond the Stars", un episodi centrat en la injustícia racial.
El productor de la sèrie Ronald D. Moore va dir de Brooks:
| « | Avery, com el seu personatge (Sisko), és un home molt complex. No és un actor exigent ni egocèntric, sinó un home reflexiu i intel·ligent que de vegades té una visió del personatge en què ningú més ha pensat. També ha estat infal·liblement educat i un noi elegant en totes les meves relacions amb ell. | » |

Brooks va ser nominat a un Premi Saturn i a dos Premis NAACP Image pel paper.

#### Altres papers
El 1984, Brooks va rebre elogis de la crítica pel seu paper destacat a la producció de la cadena PBS American Playhouse de Half Slave, Half Free: Solomon Northup's Odyssey, dirigida per Gordon Parks. La història narrava la vida de Solomon Northup, un home lliure de Nova York segrestat i venut com a esclau el 1841 i retingut fins al 1853, quan va recuperar la llibertat amb l'ajuda de familiars i amics. Va ser adaptada de les memòries de Northup, Twelve Years a Slave (1853).
Brooks va aparèixer a l'adaptació televisiva de 1985 de Finnegan Begin Again. El 1987, va protagonitzar el paper de l'oncle Tom a la pel·lícula rodada per Showtime. adaptació de  La cabana de l'oncle Tom. Brooks va ser nominat a un Premi Ace en la categoria de millor actor en una pel·lícula o minisèrie per aquest paper. n tercer projecte que va permetre a Brooks destacar la història dels afroamericans va ser la seva actuació a la pel·lícula per a televisió de 1988 Roots: The Gift, que va comptar amb els seus companys de Star Trek LeVar Burton, Kate Mulgrew i Tim Russ.
Durant el 1998 també va posar la veu al rei Maximus en un episodi de la sèrie d'animació de televisió Happily Ever After: Fairy Tales for Every Child' titulat "The Golden Goose". Brooks finalment va ser nominat al NAACP Image Award dins la categoria d'actuació destacada en una sèrie juvenil o infantil/especial pel paper. També va posar veu al personatge de Nokkar en un episodi de la sèrie animada de Disney Gargoyles.
El 2001, Brooks va narrar i va aparèixer en una sèrie d'anuncis per a IBM.

### Docència i treball cultural
Brooks ha ensenyat a Oberlin College i a Case Western Reserve University. Graduat del Livingston College i de la Mason Gross School of the Arts de la Universitat Rutgers, va acceptar un nomenament el 1976 com a professor associat d'arts teatrals a Mason Gross.
De 1993 a 1996, Brooks va ser director artístic del Festival Nacional d'Arts Negres en associació amb la Universitat de Rutgers. Celebrat anualment des del 1988 a Atlanta, el festival de renom internacional celebra la cultura afroamericana i les persones d'ascendència africana. A més, Brooks també ha fet una extensa feina amb el Programa de Cultura Afroamericana de la Smithsonian Institution.

### Música
Brooks, cantant de baríton profund, ha actuat als escenaris amb Butch Morris, Lester Bowie i Jon Hendricks. També va gravar un àlbum amb el saxofonista James Spaulding, James Spaulding Plays the Legacy of Duke Ellington (Storyville, 1977). Brooks va tenir el paper principal a l'òpera d'Anthony Davis de 1985 X: The Life and Times of Malcolm X. També va actuar al Festival Banlieues Bleues de París el 2005. En el seu paper de Benjamin Sisko, va interpretar la melodia de Frank Sinatra "The Best Is Yet to Come" al final de l'episodi de Deep Space Nine "Badda-Bing Badda-Bang" com a duet amb James Darren.
En una breu incursió en la composició de música, Brooks va compondre la banda sonora dels dos últims episodis de A Man Called Hawk, que va protagonitzar.
El 2009, Brooks va publicar el seu àlbum debut, Here, un àlbum de versions de jazz i blues, així com de spoken word. Durant el 2016, Brooks va actuar en concert amb l'Orquestra Simfònica de Springfield a l'Springfield Symphony Hall. El 2020, Brooks va aparèixer a l'àlbum de debut de The DX Experiment, Black In My Own Way, un àlbum de música experimental amb spoken word.

### Teatre
Brooks va rebre elogis de la crítica amb l'obra de teatre de Phillip Hayes Dean Paul Robeson. Brooks va retratar la vida del famós cantant, actor i activista pels drets civils en un drama biogràfic unipersonal aclamat per la crítica. Ha interpretat el paper des del 1982 al Westwood Playhouse de Los Angeles, el Kennedy Center a Washington, D.C., i al Longacre Theater a Broadway. També ha interpretat Robeson a Are You Now Or Have You Ever Been?, ambdós a off-Broadway.
Entre els primers treballs teatrals de Brooks hi ha The Offering, A PHOTOGRAPH: A Study of Cruelty, i Are You Now or Have You Ever Been? a la dècada de 1970. Va començar a guanyar reconeixement després de la seva aparició a Spell #7 al Public/Anspache Theater de Nova York el 1979. Posteriorment, va protagonitzar Otel·lo al Folger Shakespeare Festival (1985) i Fences al Repertory Theater de Saint Louis (Missouri), el 1990. Va repetir el paper d'"Otel·lo" al Teatre Shakespeare de Washington el 1990–1991.
Durant el 1994, va ser inclòs al College of Fellows of the American Theatre. Brooks va aparèixer més tard en el paper principal de The Oedipus Plays, una producció que va viatjar al Festival d'Atenes del 2003 a Grècia. També va aparèixer en el paper principal de El rei Lear al Repertory Theatre de Yale. El 2005, Brooks va tornar a protagonitzar Otel·lo, aquesta vegada a la Shakespeare Theatre Company en una producció dirigida pel reconegut Michael Kahn. Brooks va ser un dels 15 actors de la Shakespeare Theatre Company a Washington, D.C., que va ser guardonat amb el Premi William Shakespeare de Teatre Clàssic el 2007. Va tornar a la Shakespeare Theatre Company a la tardor del 2007 per interpretar el paper principal a Tamburlaine de Christopher Marlowe. La seva actuació es va veure interrompuda quan una lesió va obligar a prendre's un temps de recuperació.
El setembre de 2008, Brooks va interpretar Willy Loman en una producció de La mort d'un viatjant a l'Oberlin College.
Durant el 2010, Brooks va actuar a la producció del Baltimore Center Stage de l'obra de teatre Let There Be Love de Kwame Kwei-Armah.. Un cop més, Brooks va interpretar el paper principal de Paul Robeson al Shakespeare Theater del 24 al 27 de març a 2011.

### Pel·lícules
Brooks va interpretar el Dr. Bob Sweeney a American History X (1998) al costat d'Edward Norton i un altre actor de Star Trek, Jennifer Lien. També va interpretar el paper de Paris a la pel·lícula de 1998 Equip mortal, coprotagonitzada per Mark Wahlberg. El seu últim paper cinematogràfic va ser el 2001 com a detectiu Leon Jackson a 15 Minutes, protagonitzada també per Robert De Niro i Edward Burns.

### Treball documental
Brooks també ha presentat diversos documentals i ha actuat com a narrador en pel·lícules com la pel·lícula IMAX Africa's Elephant Kingdom. Altres documentals seus inclouen la narració de "Earthquake!", "A Passion for Faith", que tracta la història dels catòlics negres a Amèrica, "Eyes on the Prize", "Caminant entre dinosaures", "Jesus: The Complete Story", "Land of the Mammoth: Ancient Evidence", "The Ballad of Big Al", "The Science of Big Al", "Savage Sun", "Engineering the Impossible" (The Colosseum), "Greatest Places and Echoes from the White House" i "God vs. Satan". També va narrar la sèrie de tres parts Heart of Africa, que consistia en Heart of Africa: Jewel of the Rift, sobre els cicles de vida dels peixos cíclids africans al llac Tanganyika, Heart of Africa: Virunga, sobre els goril·les del Parc Nacional de Virunga, i Heart of Africa: Fire and Ice, sobre els animals de les terres baixes de la Vall del Rift.
El maig de 2007, Brooks va gravar la narració del documental The Better Hour, que tracta sobre la vida de William Wilberforce, l'home que va liderar la campanya per a la fi de l'esclavitud al Regne Unit a finals del segle XVIII i principis del XIX.
Brooks també va proporcionar la narració de la sèrie de la BBC Caminant entre dinosaures quan es va emetre a Amèrica del Nord al Discovery Channel. La seva veu profunda i autoritària va captar l'atenció de l'espectador; Brooks va poder aprofitar els seus anys de formació com a cantant d'òpera i la seva àmplia experiència escènica amb actors de la companyia de Shakespeare no sols per captar l'atenció de l'espectador, sinó també per utilitzar les seves habilitats vocals per emfatitzar els esdeveniments tal com es veuen a l'espectacle.
El 2009, Brooks va narrar un documental especial per al canal National Geographic, titulat Drain the Ocean. Mitjançant animació CGI, National Geographic simula l'extracció de l'aigua dels oceans per explorar el fons oceànic i la seva vasta geografia.
El 2011, Brooks va ser entrevistat per William Shatner al llargmetratge documental The Captains. La pel·lícula va ser escrita i dirigida per Shatner i presenta el capità original de "Star Trek" entrevistant tots els altres actors que havien interpretat un capità prominentment recurrent, en el qual s'havia basat la franquícia de ciència-ficció fins ara. Brooks també va exercir de supervisor musical del projecte.
El 2013, Brooks va començar a narrar la sèrie abrahàmica o cristiana The Bible's Greatest Secrets, a l'American Heroes Channel, que intentava utilitzar interpretacions d'esdeveniments trobats a la "Bíblia" per il·luminar noves troballes arqueològiques i interpretacions de la història, i utilitzar interpretacions de noves troballes arqueològiques per il·luminar interpretacions d'esdeveniments trobats a la Bíblia. IMDb enumera la "història" com: "Descobreix els misteris de les civilitzacions desaparegudes de Terra Santa i les persones que les van construir".

### Altres projectes

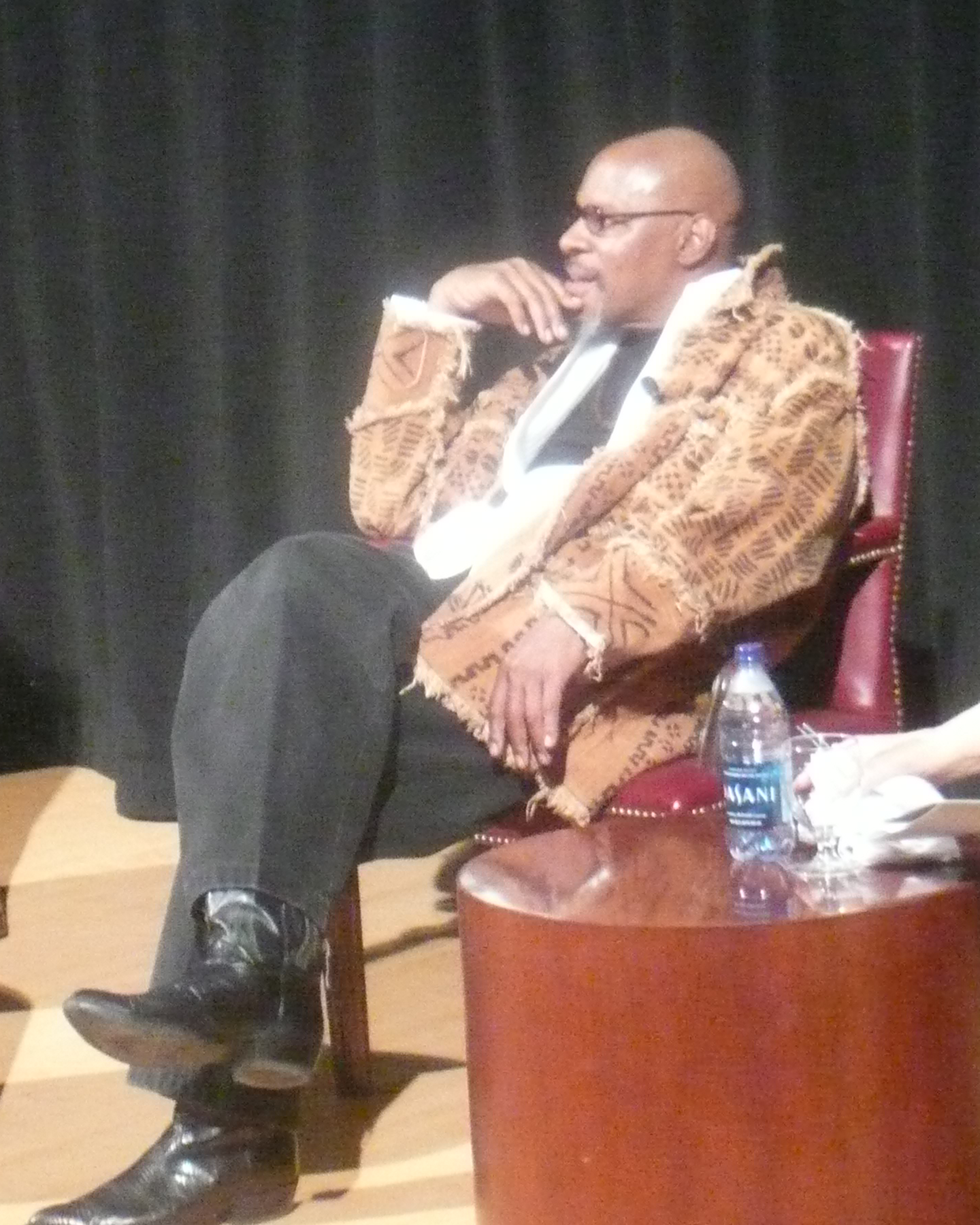
Avery Brooks, 2009

Brooks va formar part d'un panell de directors en un festival que celebrava l'obra de Ntozake Shange al New Federal Theatre l'11 de febrer de 2007. Brooks ha dirigit "Boogie Woogie Landscapes" de Shange al John F. Kennedy Center for the Performing Arts i al West End de Londres.
Com a part de l'entrada de BBC Audiobooks America al mercat estatunidencs, Brooks va narrar un audiollibre de la novel·la d'Alex Haley Roots: The Saga of an American Family. Aquesta va ser la primera vegada que la novel·la es va adaptar a un audiollibre. Brooks havia protagonitzat anteriorment un telefilm del 1988 basada en el llibre, Roots: The Gift. Com a audiollibre, Roots: The Saga of an American Family va guanyar un Premi Audie el 2008 en la categoria de no-ficció.
El 2007, Brooks va publicar un àlbum que contenia, en les seves paraules, "una selecció de balades i cançons d'amor... Parlo del meu respecte pel meu pare i pels artistes que he escoltat tota la vida".

## Vida personal
Des del 1976, Brooks està casat amb Vicki Lenora Brooks, degana adjunta de la Universitat Rutgers. Junts, tenen tres fills adults: Ayana, Cabral i Asante i viuen a Princeton (Nova Jersey).
Després que la policia rebés una denúncia de conducció erràtica, cap a les 22:00 del 29 de gener de 2012, Brooks va ser arrestat sota càrrecs de conduir sota els efectes de l'alcohol o les drogues a Wilton (Connecticut) (amb una data de judici del 9 de febrer d'aquell any).
Un dels seus àlbums preferits és Live in Berlin d'Al Jarreau. Brooks es manté a prop de Cirroc Lofton, el seu "fill televisiu" a DS9. També és aficionat al beisbol i considera Dick Allen com el seu jugador preferit.

## Filmografia

### Cinema
| Any  | Títol                        | Paper                 | Notes        |
| ---- | ---------------------------- | --------------------- | ------------ |
| 1987 | Moments Without Proper Names | N/D                   |              |
| 1998 | Equip mortal                 | Paris                 |              |
| 1998 | American History X           | Dr. Bob Sweeney       |              |
| 2001 | God Lives Underwater: Fame   | Detectiu Leon Jackson | Curtmetratge |
| 2001 | 15 Minutes                   | Detectiu Leon Jackson |              |
| 2011 | The Captains                 | Ell mateix            | Documental   |

### Televisió
| Any       | Títol                                           | Paper                           | Notes |
| --------- | ----------------------------------------------- | ------------------------------- | --- |
| 1984      | American Playhouse                              | Solomon Northup                 | Episodi: "Solomon Northup's Odyssey" |
| 1985      | Finnegan Begin Again                            | Passenger on bus                | Telefilm |
| 1985–1988 | Spenser: For Hire                               | Hawk                            | 65 episodis |
| 1987      | Uncle Tom's Cabin                               | Oncle Tom                       | Telefilm Nominat—CableACE Award al millor actor en telefilm o minisèrie                                                                    |
| 1989      | A Man Called Hawk                               | Hawk                            | 14 episodis |
| 1988      | Roots: The Gift                                 | Cletus Moyer                    | Telefilm |
| 1993      | The Ernest Green Story                          | Rev. Lawson                     | Telefilm |
| 1993      | Spenser: Ceremony                               | Hawk                            | Telefilm |
| 1993–1999 | Star Trek: Deep Space Nine                      | Comandant/Capità Benjamin Sisko | 174 episodis Nominat —Premi NAACP Image al millor actor en una sèrie dramàtica (1997–98) Nominat—Premi Saturn al millor actor de televisió |
| 1994      | Spenser: Pale Kings and Princes                 | Hawk                            | Telefilm |
| 1994      | Spenser: The Judas Goat                         | Hawk                            | Telefilm |
| 1995      | Spenser: A Savage Place                         | Hawk                            | Telefilm |
| 1996      | Gargoyles                                       | Nokkar                          | Veu, episodi: "Sentinel" |
| 1997      | Happily Ever After: Fairy Tales for Every Child | King Maximus                    | Veu, episodi: "The Golden Goose" |
| 2000      | Caminant entre dinosaures                       | Narrador                        | Documental |

### Videojocs
| Any  | Títol                                 | Paper                | Notes |
| ---- | ------------------------------------- | -------------------- | ----- |
| 1996 | Star Trek: Deep Space Nine: Harbinger | Capt. Benjamin Sisko |       |
| 2006 | Star Trek: Legacy                     | Capt. Benjamin Sisko |       |